# Гинцбург, Давид Горациевич
Барон Давид Горациевич Гинцбург (1857—1910) — российский востоковед, гебраист, арабист, писатель, общественный деятель и предприниматель из рода Гинцбургов. Спонсор издания и общий редактор Еврейской энциклопедии Брокгауза и Эфрона.

## Биография
Родился в Каменец-Подольске в семье Горация Гинцбурга, одного из богатейших людей Российской империи. Получил домашнее образование и основательно изучил восточные языки под руководством таких учёных, как Адольф Нейбауэр, Сениор Закс и Гирш Рабинович. В возрасте 20 лет был удостоен степени кандидата Петербургского университета, успев прослушать курсы ориенталистов Ст. Гюара в Париже и барона В. Розена в Петербурге; позже (1879—80) он изучал арабскую поэзию под руководством Альвардта в Грейфсвальде.
Результатом этих занятий были издание «Tarschisch» Моисея ибн-Эзры (выпущено обществом Mekize Nirdamim) и подготовка комментированного арабского перевода того же произведения. Кроме того, Гинцбург издал «Ibn-Guzman» и напечатал статьи различного содержания в «Записках Вост. отдел. Императ. Археологич. общества» (1893), «Трудах Неофилологического общества» 1892), «Журнале Мин. нар. просвещ.» (о первой еврейской школе в Сибири) и др.
Будучи страстным поклонником еврейского искусства, издал в сотрудничестве с B. B. Стасовым капитальный труд «L’ornement hébreu» (Берлин, 1903), где приводятся образцы еврейских орнаментов, извлеченные из разных сирийских, йеменских и африканских еврейских рукописей. Литературно-учёная деятельность Гинцбурга весьма значительна: ему принадлежат каталог и описание рукописей Института восточных языков при Министерстве иностранных дел и ряд статей в Revue des Études Juives, Revue Critique, «Вопросах философии и психологии» («Очерк истории каббалы»), «Восходе», Hameliz, Hebr. Bibliographie, Hajom, Hakedem и др. периодических изданиях, а также в юбилейных сборниках в честь Цунца, Штейншнейдера, Хвольсона, Гаркави, бар. Розена и др.
Библиотека Гинцбурга была одной из значительнейших в Европе, содержала ряд редчайших книг и ценных рукописей. Среди рукописного отдела особенно важны: махзоры (испанск., итальянск., прованс., африканск.); «диваны» крупнейших поэтов испанской эпохи; ценные рукописи йеменского происхождения по разнообразнейшим отраслям науки; части древнего экземпляра Талмуда, спасенного из огня во время аутодафе; Талмуд Иерушалми с толкованиями С. Сирильо каббалистического и философского содержания, принадлежащие Исааку Абрабанелю; древнебиблейские рукописи с Таргумом (переводом на арамейский язык) и арабским переводом и мн. др. Из печатных книг библиотеки останавливают на себе внимание редчайшие инкунабулы и книги на пергаменте: Библия Бомберга, часть венецианского Талмуда 1522 года, старинные полиглотты, в том числе, Комплютензийская, «Семаг» с пометками Рамо и др. Эта любовно собранная библиотека служила олицетворением глубокой преданности Гинцбурга еврейской литературе. Он завещал её еврейской публичной библиотеке в Иерусалиме.
Гинцбург являлся председателем правления Волжско-Каспийского нефтепромышленного и торгового общества.
Похоронен на Преображенском еврейском кладбище Санкт-Петербурга.

## Общественная деятельность
Гинцбург был председательствующим санкт-петербургской еврейской общины, состоял членом комитетов Общества для распространения просвещения между евреями и Общества распространения земледельческого труда среди русских евреев, председателем Центрального комитета Еврейского колонизационного общества, учредителем Общества востоковедения, председателем общества Ховеве Сефат Эбер, членом Ученого комитета Министерства народного просвещения, пожизненным членом Императорского Русского археологического общества и парижского Азиатского общества (Société Asiatique); он же один из учредителей Общества еврейских исследований (Société des études juives; 1880) в Париже.
При ближайшем участии Гинцбурга возникло Общество для научных еврейских изданий, членом комитета которого он состоял. Гинцбург был одним из общих редакторов Еврейской энциклопедии Брокгауза и Ефрона, идея об издании которой нашла в нём горячее и самое деятельное сочувствие; он первый поддержал эту мысль, и его содействию энциклопедия в значительной мере обязана своим осуществлением. Ему же обязаны своим возникновением Курсы востоковедения в С.-Петербурге, где Гинцбург состоял не только ректором, но и читал ряд курсов (по талмудической, раввинской, арабской литературе, семитическому языковедению и средневековой религиозной философии).
В течение многих лет Гинцбург был неустанным защитником еврейских интересов, следуя в этом отношении примеру своих отца и деда. Благодаря своему влиянию в правительственных сферах Гинцбургу многократно удавалось восстанавливать правонарушения в отношении как целых групп, так и частных лиц. Преданность Гинцбурга еврейской традиции принесла ему уважение и в ортодоксальных кругах. Всякое культурное общественное начинание находило его поддержку, нравственную и материальную; например, он — основатель Общества пособия беднейшим евреям Санкт-Петербурга и общества «Маахол кошер» для еврейского учащегося юношества, попечитель еврейского сиротского дома в Петербурге, Минской земледельческой фермы, Новополтавской сельскохозяйственной школы для евреев-колонистов. В 1910 году был назначен председателем первого «Съезда евреев по вопросам их религиозного быта».
Он познакомил 14-летнего С.Я. Маршака с известным литературным критиком В.В.Стасовым (1824-1906), который принял самое активное участие в судьбе одарённого мальчика: выхлопотал ему перевод из острогожской в петербургскую гимназию, познакомил юного поэта с крупнейшими деятелями русской культуры.

## Семья
Жена — двоюродная сестра Матильда Уриевна Гинцбург.
- Гинцбург, Марк Давидович (10.1888 — 1.03.1891 гг.)
- Гинцбург, Анна Давидовна
- Гинцбург, Осип (Иосиф-Евзель, Жозеф) Давидович
- Гинцбург, Софья Давидовна
- Гинцбург, Евгений (Эжен) Давидович